# Ray Just Arena
Bud Arena (ex-Ray Just Arena, ex-Arena Moscow) — московский ночной клуб вместимостью 3500 человек, открытый 27 мая 2010 года по адресу: Ленинградский проспект, 31, стр. 4 (станция метро «Динамо»). В основном использовался как концертная площадка для российских и зарубежных музыкантов, являлся местом проведения крупномасштабных фестивалей, презентаций, выставок, конференций, юбилеев и различных корпоративных мероприятий. Позиционировал себя как самая большая клубная сцена Москвы.
В начале 2017 года клуб был закрыт, а позже снесен. Сейчас на месте Bud Arena расположен жилой комплекс "Царская площадь".

## История
По центру главного зала расположена большая площадка для зрителей площадью 1400 кв. м. По бокам площадки установлены две длинные барные стойки протяжённостью по 25 м каждая. 1000 кв. м. от общей площади в 3000 кв. м. отделены в более комфортную VIP-зону, вмещающую до 1000 посетителей в танцевальном партере или до 350 на сидячих местах, в зависимости от формата мероприятия. Сама сцена имеет габариты 16 на 12 метров при высоте в 1,7 м, мощность выдаваемого звука около 100 киловатт.
Генеральный продюсер Сергей Сульянов назвал клуб симбиозом Б1 и Милк. Он обустроен на месте бывшего стадиона юных пионеров, а в 1990-е годы здесь располагалась другая московская танцевальная площадка — клуб «Титаник». На открытии выступала британская электронная группа Unkle, днём позже здесь состоялся концерт Гарика Сукачёва, собравший полный зал зрителей.
Несмотря на то, что клуб причисляется к главным концертным площадкам России, его деятельнось нередко подвергается критике, особенно в организационном вопросе. Например, много отрицательных отзывов поступило после прошедшего 5 ноября 2010 года концерта группы «Алиса», когда многие зрители из-за давки на входе смогли попасть в зал только к середине выступления. На концерте «Короля и Шута» возникла давка у платного гардероба, людям пришлось отстоять в большой очереди сначала чтобы сдать одежду, а потом — чтобы забрать.
C 2014 года клуб меняет название на Ray Just Arena. C 2016 клуб называется Bud Arena.

### Известные исполнители
В клубах «Ray Just Arena» в разное время выступали

| - Scooter - Dimmu Borgir - Slayer - Oomph! - Sabaton - Machine Head (1 сентября 2015) - Trivium - 25/17 - Louna - James Blunt (4 апреля 2014) - Slash featuring Myles Kennedy and The Conspirators - Godsmack - Северный флот (группа) 1. 2. 3. 4. 5. 6. 7. 8. Ray Just Arena — официальный сайт |